# Thera variata
Thera variata là một loài bướm đêm thuộc họ Geometridae. Nó được tìm thấy ở khắp châu Âu, North châu Á và Nhật Bản. The Common name Spruce Carpet is also used when referring to Thera britannica.
Chiều dài cánh trước là 13–17 mm. Con trưởng thành bay làm hai đợt from giữa tháng 4 đến giữa tháng 10 .
Ấu trùng ăn spruce và other Pinophyta.

## Hình ảnh

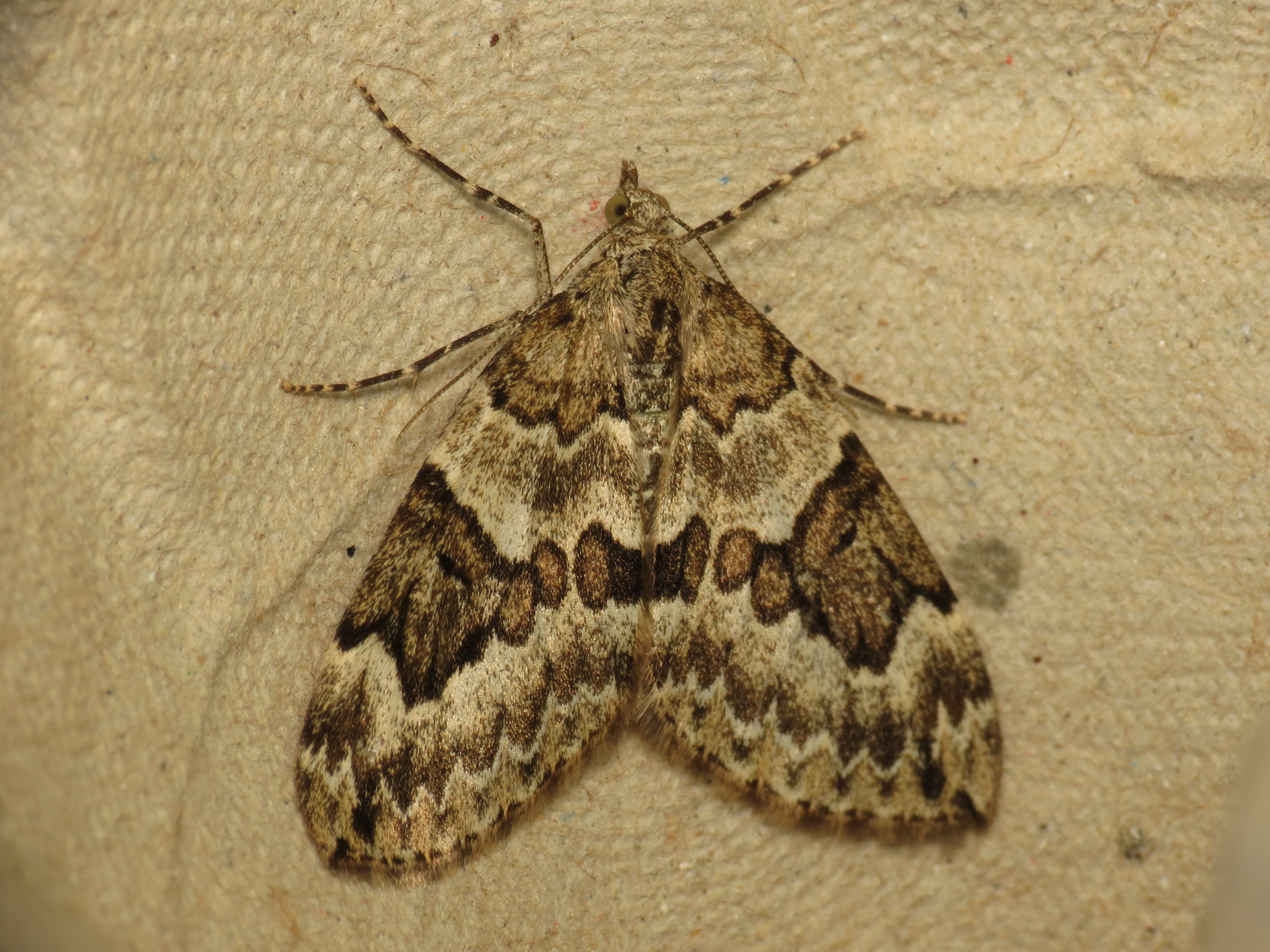
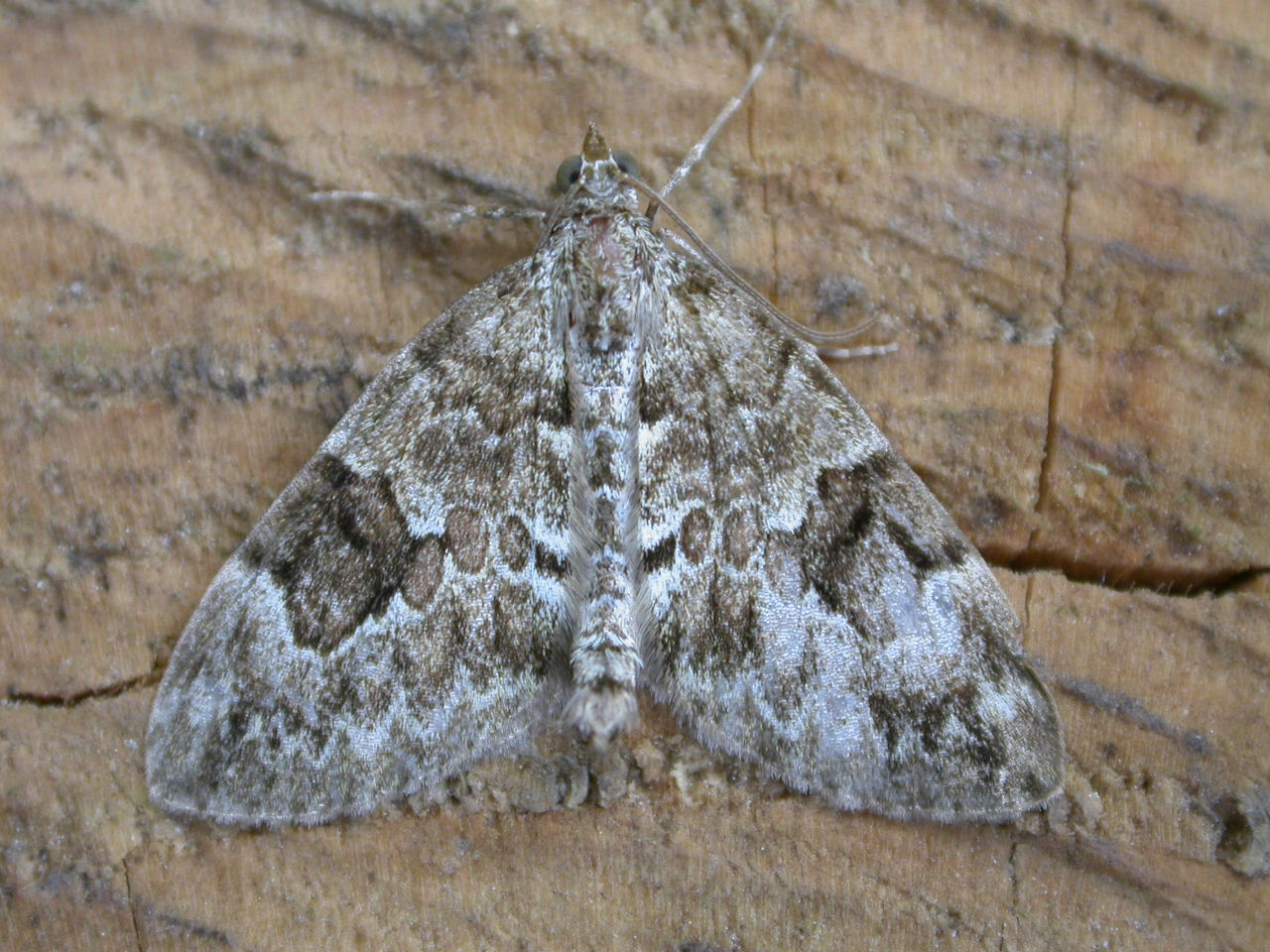
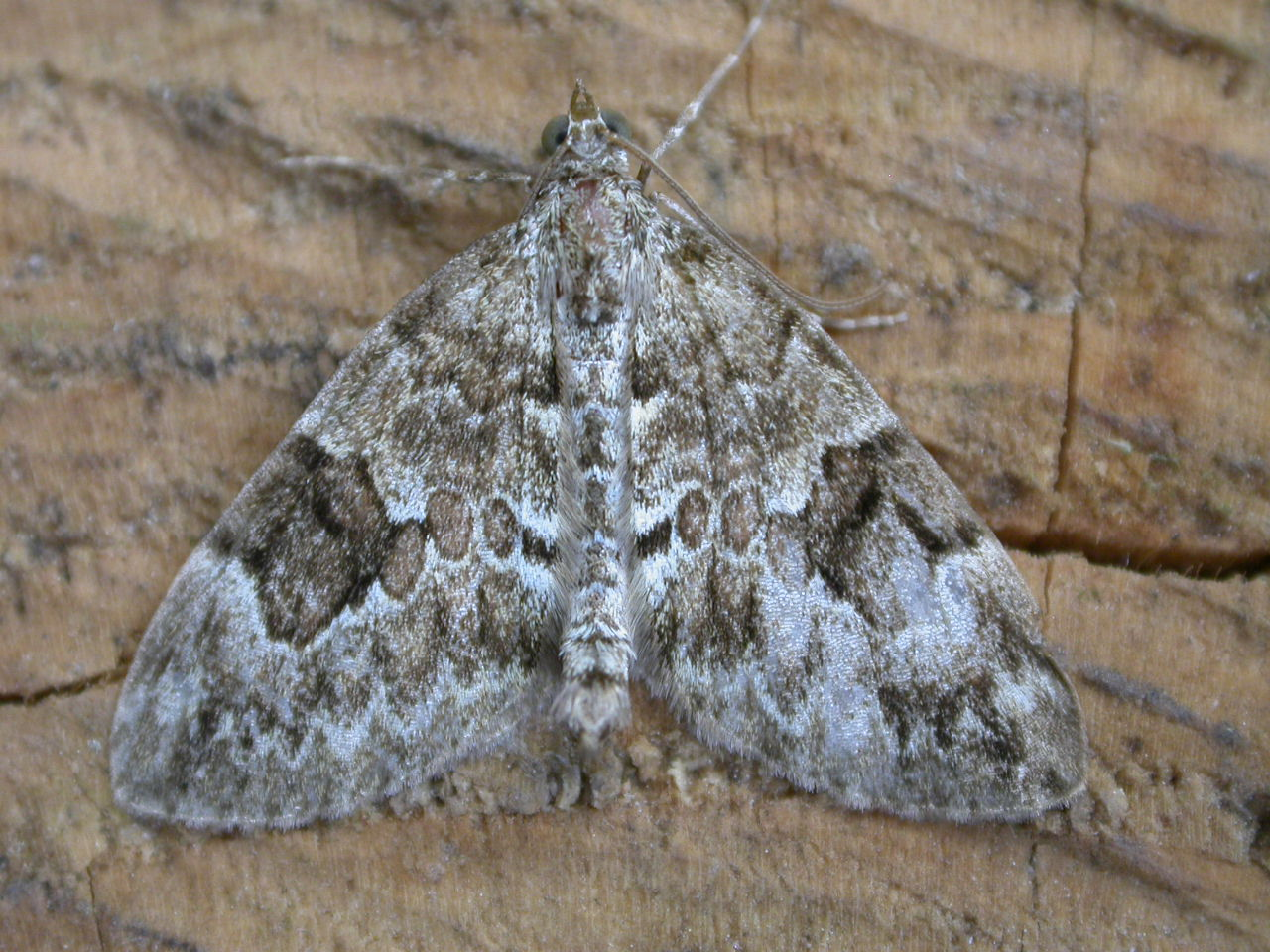
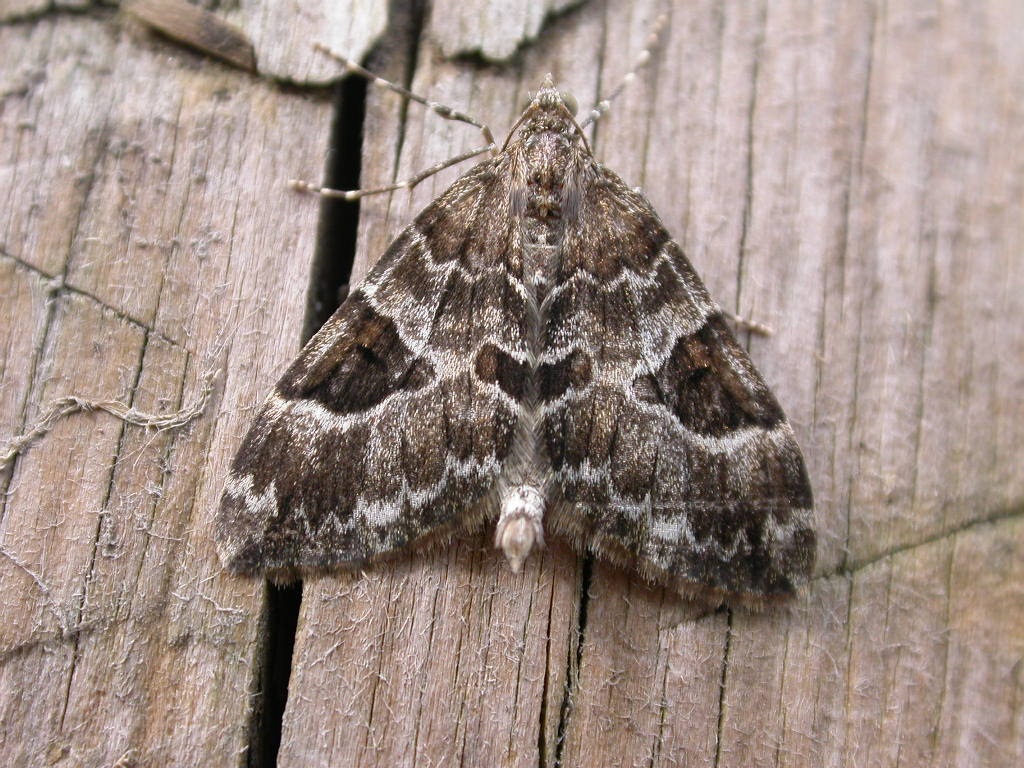